# Daubenya capensis
Daubenya capensis är en sparrisväxtart som först beskrevs av Rudolf Schlechter, och fick sitt nu gällande namn av A.M.van der Merwe och John Charles Manning. Daubenya capensis ingår i släktet Daubenya, och familjen sparrisväxter. Inga underarter finns listade i Catalogue of Life.